# Marko Livaja
Marko Livaja (* 26. srpna 1993 Split) je chorvatský fotbalista, který hraje jako útočník za Hajduk Split. Hrál také v Itálii (Inter Milán, AC Cesena, Atalanta BC, Empoli FC), Švýcarsku (FC Lugano), Rusku (Rubin Kazaň), Španělsku (UD Las Palmas) a Řecku (AEK Atény). 
Reprezentoval Chorvatsko v kategoriích od 15 do 21 let. Za seniorskou reprezentaci odehrál 21 zápasů a vstřelil 4 góly. Poprvé byl do reprezentace povolán v době, kdy hrál za AEK Atény. Hrál na Mistrovství světa ve fotbale 2022, kde Chorvatsko vybojovalo bronzovou medaili. V zápase s Kanadou vstřelil gól. V roce 2023 z reprezentace odešel.